# Romper Stomper
Romper Stomper (br: Skinheads - A Força Branca / pt: Romper Stomper - Os Revoltados) é uma produção cinematográfica australiana lançada em 1992. 

## Sinopse
Hando (Russell Crowe) é o assustador, porém carismático líder dos Skinhead, uma gangue racista que declara guerra contra os imigrantes asiáticos. Seu ódio explode em ataques violentos contra a comunidade vietnamita do local. Mas quando suas vítimas contra-atacam, sua gangue se dissolve e Hando foge da cidade. 
Com ele estão Davey (Daniel Pollock) seu melhor amigo e Gabe (Jacqueline McKenzie), uma garota rica e fugitiva que transforma a dupla dinâmica em um perigoso triângulo amoroso. Ódio, lutas brutais e violência mortal estão em seus caminhos...

## Elenco
- Russell Crowe...Hando
- Daniel Pollock...Davey
- Jacqueline McKenzie...Gabe
- Alex Scott...Martin
- Leigh Russell...Sonny Jim